# Theresina punctata
Theresina punctata är en skalbaggsart som först beskrevs av Maurice Pic 1927.  Theresina punctata ingår i släktet Theresina och familjen långhorningar. Inga underarter finns listade i Catalogue of Life.